# Hontoba (kommunhuvudort)
Hontoba är en kommunhuvudort i Spanien.   Den ligger i provinsen Provincia de Guadalajara och regionen Kastilien-La Mancha, i den centrala delen av landet, 60 km öster om huvudstaden Madrid. Hontoba ligger 761 meter över havet och antalet invånare är 229.
Terrängen runt Hontoba är kuperad åt nordväst, men åt sydost är den platt. Hontoba ligger nere i en dal. Runt Hontoba är det glesbefolkat, med 10 invånare per kvadratkilometer. Närmaste större samhälle är Nuevo Baztán, 19,6 km sydväst om Hontoba. Trakten runt Hontoba består till största delen av jordbruksmark.